# ラートシカムイ
ラートシカムイ（ラードシカムイ）は、アイヌ民話に伝わる巨大な蛸。

## 語釈
ラートシカムイは「尾がたくさんある神」の意。

## 伝承
石狩にまつわる地名伝説として、ラートシカムイと巨鳥フリカムイ（原文では「フリー」）の力比べの説話が伝承される。
説話によれば、海で一番力の強いのはラードシカムイ〔ママ〕、そして"陸での力もちは片翼が七里もあるという巨鳥フリー"とされていた。互いに怪力を自負して対立していたが、あるとき石狩川の河口で二頭（一羽と一杯？）が遭遇した。蛸は墨を吐き、口を尖らせ、目を怒らせると、フリーは鋼鉄のような翼を広げて身構えると、水面上に出ていた触手をついばみ攻撃を開始し、ずるずると蛸を引き揚げにかかったが、頭までは水面現れなかった。こんどは蛸が押収して、触手を折り曲げて引っ張ったが、鳥はふんばって耐えた（詳細は、「石狩」地名由来とまとめて後述）。けっきょく力は両者とも互角で、決着がつくことはなかったという。
フリカムイが海中に引き込まれた際、尾羽（アイヌ語でイシ）を左右に動かして（アイヌ語でカリ）ふんばったため、その付近の海を石狩（いしかり）と呼ぶようになったと言い伝わる。